# Qu'y a-t-il de changé ?
Qu'y a-t-il de changé ? (ou Qu'y a-t-il de changé) est une chanson de Marie Laforêt. Elle est initialement parue en 1968 sur l'EP Marie Laforêt vol. XV (aussi appelé Le Lit de Lola),.

## Développement et composition
La chanson a été écrite par Yves Gilbert et Serge Lama.

## Listes des pistes
EP 7" 45 tours Marie Laforêt vol. XV (1968, Festival FX 1563, France)
A1. Le Lit de Lola (2:48)
A2. Qu'y a-t-il de changé (2:09)
B1. Et si je t'aime (2:12)
B2. À la gare de Manhattan (2:46),,
Single 7" 45 tours (1968, Select S-7118, Canada)
1. Le Lit de Lola (2:43)
2. Qu'y a-t-il de changé (2:05)[5]

## Classements
Le Lit de Lola / Qu'y a-t-il de changé / Et si je t'aime,,
| Classement (1968)                       | Meilleure position |
| --------------------------------------- | ------------------ |
| Belgique (Wallonie Ultratop 50 Singles) | 47                 |